# Cutal
Cutal, Khuttal, Cotal, Ḵottal, Ḵottalan ou K̲h̲uttalān, que em poemas em persa e em árabe também é referida com os nomes Ḵotlān e Ḵatlān, e em fontes chinesas como Kuʿ-tut-lo, é uma antiga região histórica da Idade Média, situada na parte superior do vale do rio Oxo (Amu Dária), que atualmente faz parte do Tajiquistão e que corresponde, grosso modo, à província moderna de Khatlon, que constitui o canto sudoeste desse país. Durante grande parte da sua história, se não mesmo durante a maior parte dela, a região foi um principado praticamente independente ou pelo menos bastante autónomo, que foi governado por dinastias locais, tanto antes da chegada do islão à Ásia Central como depois disso.
Situava-se entre os rios Vakhsh e Jaryāb, afluentes do Amu Dária, e o curso superior do Amu Dária, uma área que atualmente é conhecida como Panj. A oeste de Cutal ficavam as províncias de Vakš, Qobāḏiān e Čaḡāniān (Chaganiã) e a leste o curso ainda mais a montante do Amu Dária, que ali corre no sentido nordeste-sudoeste, onde se situavam os distritos de Darvāz e Rāḡ, para além do vale do rio. Há autores que sugerem que Ḵottal está etimologicamente relacionado com Hayṭal, que é o nome pelo qual os heftalitas são referidos em fontes dos primeiros séculos do período islâmico.
Era uma região de pastagens abundantes, famosa pelos seus cavalos. No tempo dos impérios mongol e timúrida, os cavalos de Cutal eram exportados para a China. Nos vales elevados das montanhas Botamã (Bottamān), que separam as bacias do Amu Dária e do Zarafexã, era extraído ouro e prata. Os seus habitantes eram conhecidos pela sua mestria em relação a tudo o que se relacionava com cavalos (ferra, fabrico de selas e outros equipamentos para cavalos, medicina veterinária, etc.). Nas fortalezas viviam cumijis e canjinas, dois povos provavelmente descendentes dos heftalitas turcos pré-islâmicos, conforme o que é relatado por Maomé ibne Amade Alcuarismi (fl. c.  976–997) expressamente em relação aos canjinas. A principal cidade de Cutal era Holboque (Holbok ou Hulbuque), perto da atual Kulob. Outros centros urbanos importantes eram Monk, Halāvand e Nučāra ou Andičārāḡ. 

## História

### Período pré-muçulmano e invasões islâmicas
Até às invasões mongóis (c. 1218–1220), aparentemente Cutal foi governada, pelo menos de forma intermitentes, se não mesmo contínua, por governantes locais. Os príncipes pré-islâmicos ostentavam os títulos de ḵottalān-šāh ou ḵottalān-ḵodāh e šir-e ḵottalān. Aparentemente, no século VII, quando a expansão islâmica chegou ao Tocaristão, os príncipes de Cutal eram formalmente vassalos dos  Jabgus do Tocaristão, a dinastia goturca do Grão-Canato Turco Ocidental que então governava o Tocaristão. No entanto, a autoridade dos jabgus praticamente apenas nominal e Cutal, como outros principados menores da região, muitos deles turcos, desafiaram a suserania dos jabgus em várias ocasiões.
Os árabes só lograram ter o controlo total da região no final do Califado Omíada (661–750). Em 676, durante o reinado do califa Moáuia I, o príncipe de Cutal reconheceu-se vassalo do califado perante o governador militar da província califal de Coração, Said ibn Uthman, filho do califa Otomão, após as campanhas vitoriosas deste na Transoxiana, durante as quais terá conquistado Bucara, Samarcanda e Termez. Segundo um relato do historiador persa Albaladuri (m. 892), considerado pouco fiável, em 696 ocorreu uma expedição árabe vitoriosa em Cutal. Porém, segundo o Atabari (c. 838–923), em 710, quando o governador de Coração era Cutaiba ibne Muslim, o rei de Cutal as-Sabal era vassalo nominal dos jabgus.

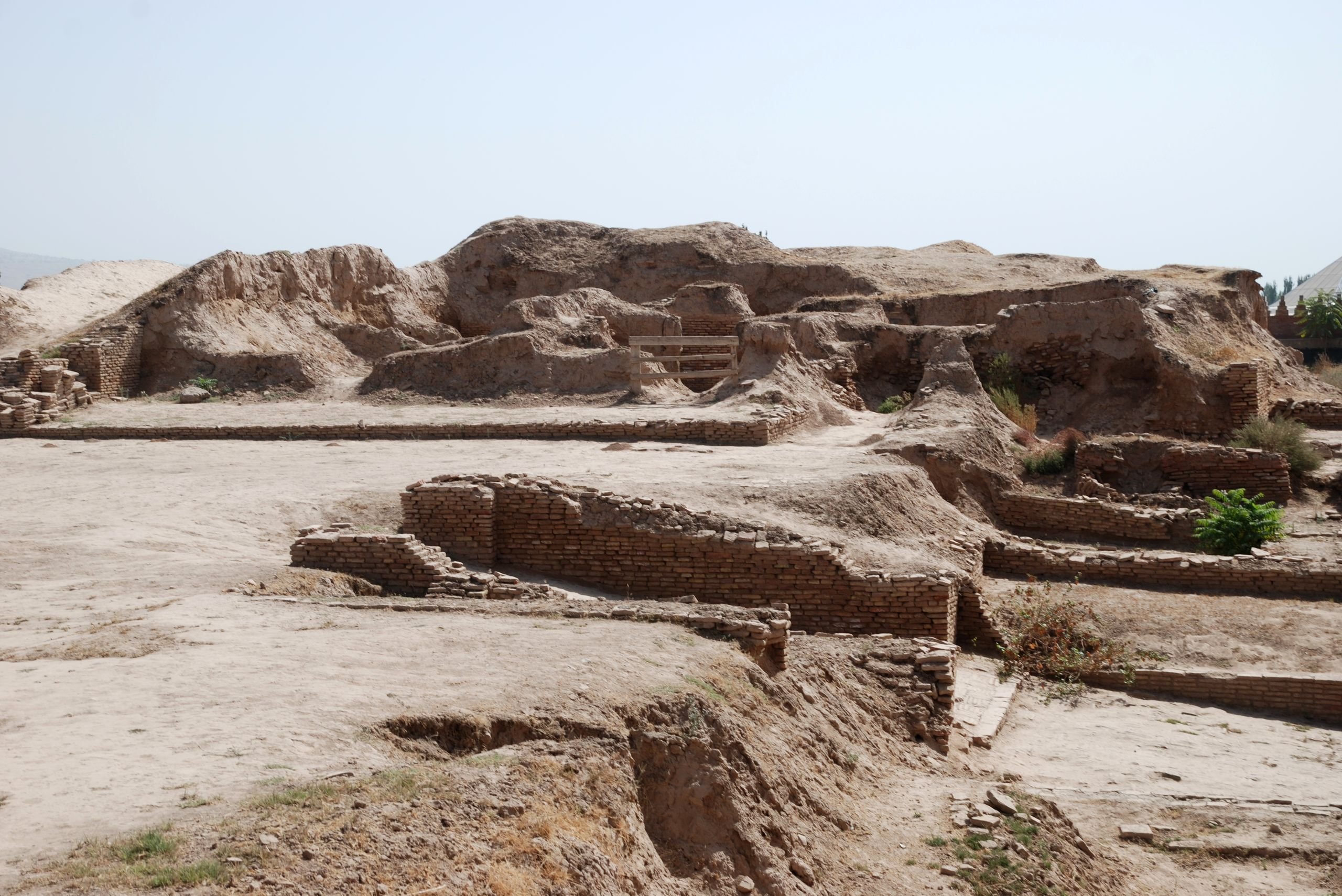
Ruínas dum palácio dos séculos IX ou X em, a capital de Cutal

Em 699 foi a vez de outro governador de Coração, Moalabe ibne Abi Sufra, lançar uma expedição sem grande sucesso contra Cutal, comandada pelo seu filho Iázide, oficialmente para apoiar um pretendente ao trono local. Há registo de outra expedição omíada a Cutal, durante a qual foram conquistados alguns territórios, ocorrida quando Aljarrá ibne Abedalá foi governador de Coração, entre 717 e 719, quando Omar II era califa. Durante o primeiro mandato de Açade ibne Abedalá Alcáceri como governador de Coração (724–727), quando os árabes ainda mal se tinham refeito da derrota estrondosa frente aos turguexes no "Dia da Sede", uma expedição árabe a Cutal deparou-se com o grão-cã turguexe Suluque (Sü-Lü; r. 717–737/738) e foi derrotada. Em 733, registos chineses mencionam uma embaixada enviada por Cutal à corte do corte do imperador Tang Xuanzongue.
Durante o segundo mandato de Açade Alcáceri em Coração, Cutal apoiou Alarite ibne Suraije (Ḥāreṯ b. Sorayj al-Tamimi; m. 746), que se rebelou contra Alcáceri. Em 737, Açade comandou uma expedição em Cutal, onde se deparou com um exército de Suluque com dezenas de milhares de homens. Em 30 de setembro Açade foi derrotado na Batalha da Bagagem (Yawm al-athqāl), mas em dezembro logrou derrotar os turguexes e os seus aliados, nos quais se incluíam Cutal, na Batalha de Caristão. Porém, só entre 750 e 751 é que o califado consolidou o controlo da região, quando Abu Muslim al-Khurasani (m. 755), o primeiro governador abássida de Coração, enviou uma expedição a Cutal comandadada Abu Dāwud Ḵāled b. Ebrāhim al-Bakri, governador de Balque. Al-Hanash, o príncipe local, começou por não oferecer resistência, mas depois enfrentou os invasores e acabou por ver-se forçado a fugir, refugiando-se primeiro em território turco e depois na corte do imperador chinês Xuanzongue, cuja dinastia (618–907) teve a suserania, ainda que vaga, da Ásia Central. Como recompensa pela sua resistência contra os muçulmanos, Xuanzongue concedeu-lhe o títuto de jabgu.

### Após a anexação pelo Califado Abássida

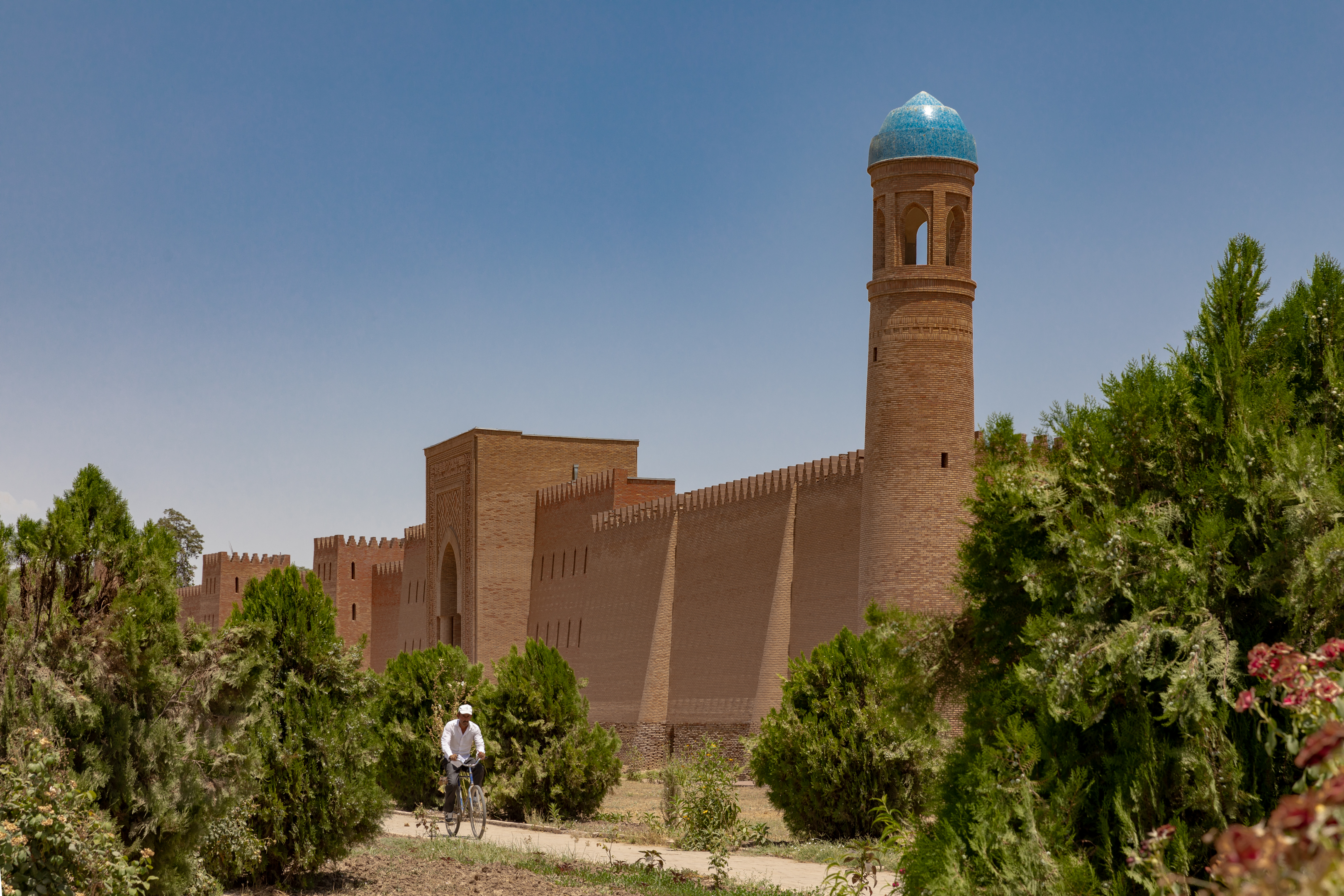
Cidadela de Hulbuque reconstruída

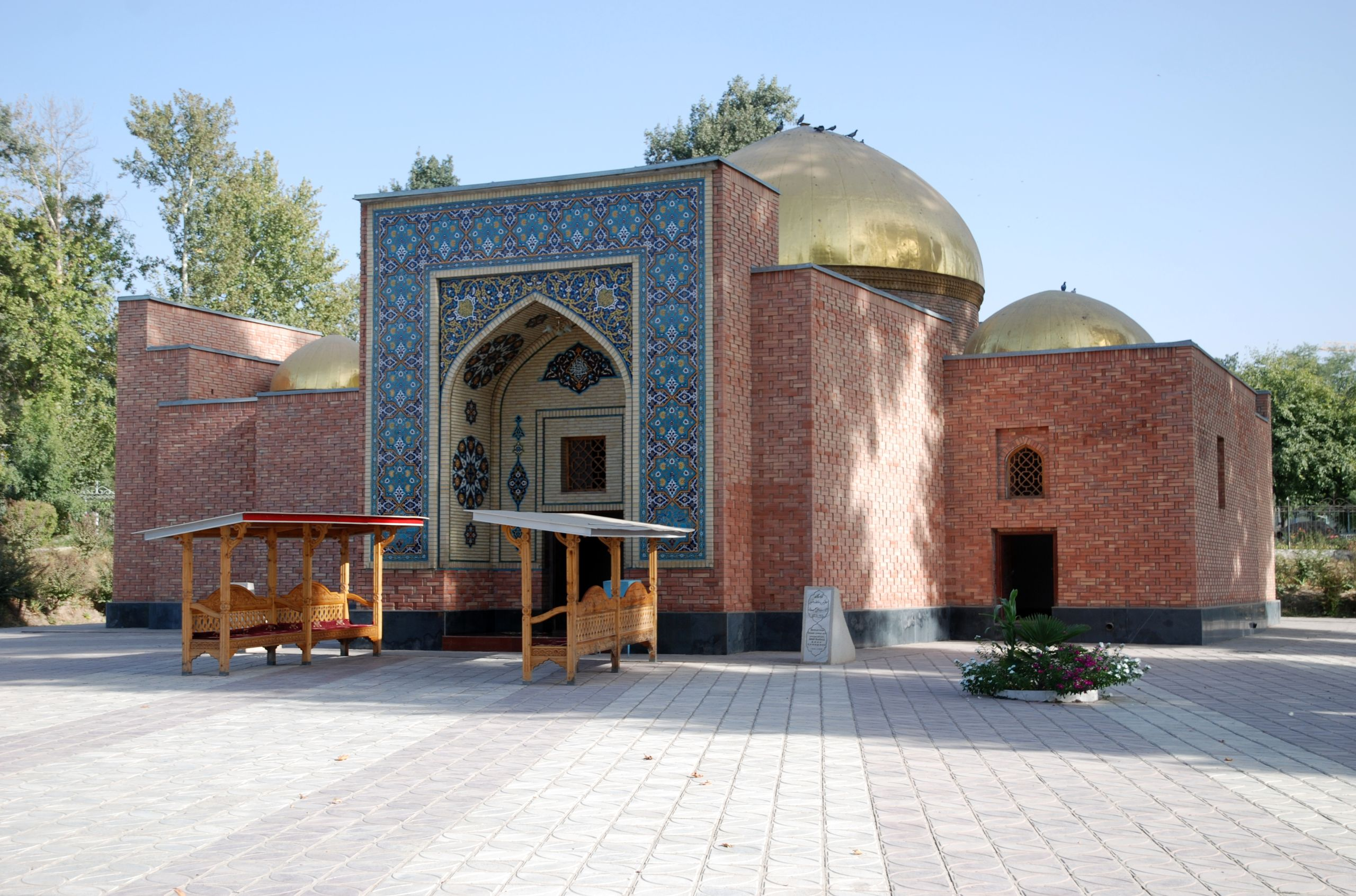
Mausoléu de, um descendente de Maomé, em, onde morreu quando a região ainda era conhecida como Cutal

Nas primeiras décadas do Califado Abássida, Cutal foi governada por um ramo dos banijúridas, cuja capital era no Tocaristão, que cunharam moeda própria. Ḥāreṯ b. Asad, que governou Cutal, era primo de Dāvud b. al-ʿAbbās, que reinou em Balque entre 848 e 873. No fim do século IX, Moḥammad b. Aḥmad Abu Dāvud (m.  depois de 898), governou desde Balque o Tocaristão, Jusjã , Termeḏ e Cutal. No século X, os governantes da região foram vassalos do Império Samânida (819–1005), mas o seu estatuto era tal que, em vez de pagarem tributo, enviavam presentes. Em 930, Jaʿfar b. Abi Jaʿfar b. Abi Dāvud rebelou-se contra o xá samânida Nácer ibne Amade (r. 914–943). Entre 947 e 949, quando Abu Ali Chagani se rebelou contra o xá samânida Nácer II quando este o demitiu do cargo de governador de Coração, o príncipe de Cutal Aḥmad b. Jaʿfar foi um dos vários vassalos dos samânidas da região do Oxo que se juntou à rebelião.
Não é claro quem governou de facto Cutal durante o período gasnévida (977–1186) e os primeiros tempos do período seljúcida (1037–1194). A dinastia Moḥtājid (ou Muhtajid), controlou o principado vizinho de Chaganiã entre 933 e c. 1000, enquanto que o sultão gasnévida Mamude (r. 998–1030) exerceu a sua influência nomeando, nos últimos anos do seu reinado, um membro dos Tabānis, uma família de ulemás (académicos religiosos) de Nixapur, como juiz supremo (qāżi’l-qożāt) de Cutal. Embora não seja certo, ao que parece, uma irmã de Mamude, conhecida como Ḥorra-ye Ḵottali, foi casada com o governante local da província.
No início de século XI, os gasnévidas usaram a província como base estratégica para expedições contra os caracânidas da Transoxiana. Em 1031, o califa abássida Alcaim (r. 1031–1075) concedeu Cutal e outros territórios ao soberano gasnévida Maçude (r. 1031–1040), não obstante Alitiguim, governante caracânida de Bucara e Samarcanda reclamasse a posse de Cutal e por isso tivesse instigado os cumijis a fazerem raides na região. Durante os primeiros anos do reinado de Maçude, a casa da moeda de Cutal cunhou moedas em nome do filho e sucessor de Maçude, mas no final da década de 1030, a mesma casa da moeda de cunhou moedas em nome de Abul-Asad, um príncipe local do qual pouco se sabe. Antes da conquista pelos seljúcidas, quando a influência dos gasnévidas no Oxo superior já estava a enfraquecer, Abu Açade reconheceu o cã caracânida Boritiguim (Ibraim ibne Nácer) como seu suserano.
Após os seljúcidas estabelecerem a sua autoridade nos territórios do Oxo superior, Cutal foi governada por vários líderes locais. Em 1064, um amir deixou de pagar tributo e rebelou-se contra o sultão seljúcida Alparslano (r. 1063–1073), acabando por ser morto. Com o declínio dos Grandes Seljúcidas, os carcânidas voltaram a ganhar influência na região. Durante o tempo dos gúridas (c. 1011–1215) e do Império Corásmio (Khwārezmšhās;  1077–1231) não há menção a qualquer linhagem de príncipes de Cutal. No século XIV, a província foi um dos vários pequenos principados que surgiu durante a desintegração do Canato de Chagatai (1227–1363). Alegadamente, Tamerlão (1336–1405) matou um governante local de Cutal chamado Kay Ḵosraw por estar de conluio com os governantes da Corásmia. No século XVI a região foi controlada pelo Império Xaibânida (1500–1599). É nessa altura que o nome Cutal/Ḵottal desaparece das fontes históricas e que o nome da cidade moderna de Kulob surge pela primeira vez. Os manguitas (manghits), que reinaram no Emirado de Bucara entre 1747 e 1920, anexaram a província ao seu emirado. Este foi anexado pela União Soviética em 1920. A região passou a fazer parte do Tajiquistão, quando este se tornou independente em 1991.